# Korvpalliklubi Pärnu
Il K.K. Pärnu è una società cestistica avente sede nella città di Pärnu, in Estonia. Fondata nel 2000, gioca nel campionato estone.

## Palmarès
- Campionato estone: 1

2021-2022